# Crataegus alleghaniensis
Crataegus alleghaniensis — вид квіткових рослин із родини трояндових (Rosaceae).

## Біоморфологічна характеристика
Це кущ 2–4(5) метрів заввишки. Гілки ± гнучкі. Нові гілочки червонуваті, голі; 1-річні червонувато-сірі, старші сірі; колючки на гілочках прямі або злегка загнуті, 2-річні від темно-каштаново-коричневих до чорних, тонкі, 1.5–4 см. Листки: ніжки листків завдовжки 25–30% пластини, голі, густо сидячо-залозисті; листові пластини від еліптично-яйцеподібних до ромбо-яйцеподібних, (2)3–5 см, тонкі, основа широко клиноподібна, часточки по 3 на кожній стороні, верхівки часток від гострих до загострених, краї зубчасті, верхівка гостра, нижня поверхня гола, верх ворсистий у молодості, незабаром голий. Суцвіття 2–4-квіткові. Квітки діаметром 20 мм. Яблука червоні, кругло-грушоподібні, 8–12 мм у діаметрі, голі. Період цвітіння: квітень; період плодоношення: вересень — жовтень.

## Середовище проживання
Зростає на південному сході США — Алабама, Джорджія, Теннессі.
Населяє скелясті пагорби, хмизняки; на висотах 50–200 метрів.